# 10 to 11
10 to 11 (11'e 10 kala) è un film del 2009 diretto da Pelin Esmer.